# Вальс (Граубюнден)
Вальс (нем. Vals GR) — коммуна в Швейцарии, в кантоне Граубюнден, район Лумнеция.
Входит в состав региона Сурсельва (до 2015 года входила в округ Сурсельва).
1 января 2015 года в состав коммуны Вальс вошла бывшая коммуна Санкт-Мартин.
Официальный код — 3603.

## Географическое положение
Площадь коммуны составляет 152,6 км². Вальц включает в себя пять долин, но только основная долина реки Вальзер-Рейн населена. 34,1 % территории занимают сельскохозяйственные угодья; 7,9 % — леса; 0,5 % — населённые пункты и дороги и оставшиеся 57,4 % не используются (реки, горы, ледники). Самая высокая точка коммуны — Райнвальдхорн (3402 м над уровнем моря). Коммуна включает в себя одноименную деревню (1252 м), деревню Лейс (1526 м) и с 2015 года бывшую коммуну Санкт-Мартин.

## История

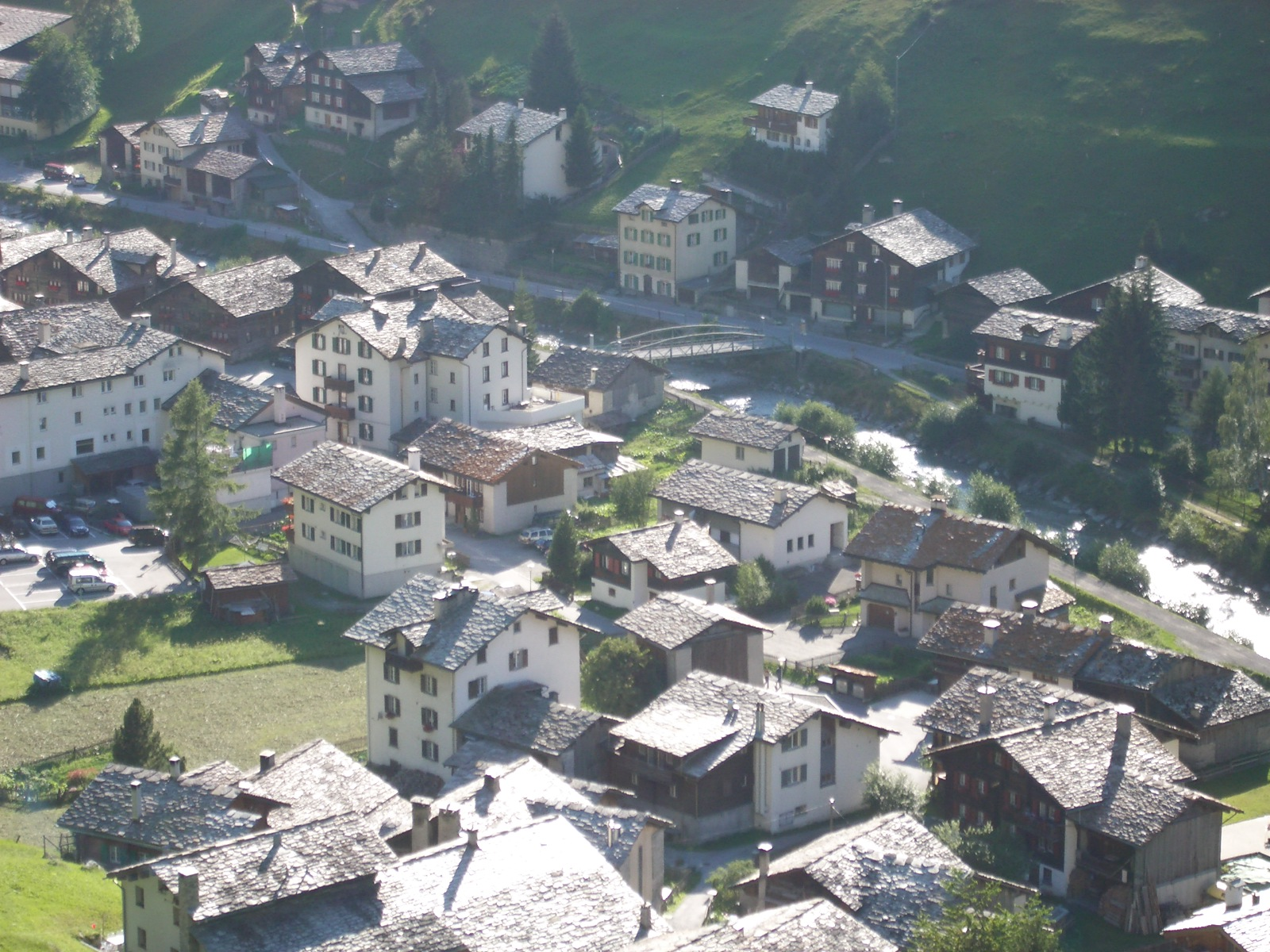
Вид с воздуха

Археологические находки свидетельствуют, что территория коммуны была заселены в бронзовом (раскопки около терм и вершины Томул) и железном (раскопки у дороги на Вальзенберг) веках. Вальс впервые упоминается в XII веке как in Valle (франкское имя) или как Saint-Pierre (романшское имя). Около 1290 года в поселении было от 4 из 7 домов деревни занимались овцеводством. В XI и XII веках долина Вальсер была под римским влиянием. В XIV веке долина оказалась по влиянием германских племён, которые приходили из юго-западной Швейцарии. Их распространение было остановлено в 1457 году — германцам было запрещено покупать земли и женится на романоязычном населении долины. Они могли селится только на окраине долины, где они и жили до конца девятнадцатого века.
Со средних веков Епископ Кур был главным землевладельцем и феодалом долины. Главный приход деревни располагался в поселении Люмнеция, церковь святого Петра была построена ранее 1345 года, после чего вся долина иногда носила название долины святого Петра. Была перестроена в 1643 году и стала церковью святых Петра и Павла.
Во время Второй мировой войны, из-за близости к итальянской границе (15 км) село бомбили бомбардировщики союзников. Несколько жителей деревни были убиты или ранены.
Традиционно в Вальце занимались сельским хозяйством на достаточно изолированных фермах. Пастбища отдельных ферм оставались разобщёнными до двадцатого века. Внешняя торговля (продажа скота, экспорт продуктов) ведётся в основном с южными округами Граубюндена. Экономика города основана на туризме (1093 рабочих места в 2002 году). В Вальце находятся известные минеральные воды, которые известны с 1732 года. С 1961 года производится минеральная вода под маркой Valser. В 1950-е годы в коммуне была построена плотина Зерврейла и электростанция.

## Население
На 31 декабря 2015 года в Вальсе проживало 990 человек. В 2011 году 18,3 % населения были в возрасте до 19 лет, 59,1 % — от 20 до 64 лет, старше 65 лет были 22,7 %.
На 2000 год 94,4 % населения коммуны были немецкоязычными, 2,3 % — разговаривали на романшском языке, 0,8 % — на итальянском.
Динамика численности населения коммуны по годам:
| 1658 | 1850 | 1900 | 1950 | 1970 | 2000 | 2006 | 2011 | 2015 |
| ---- | ---- | ---- | ---- | ---- | ---- | ---- | ---- | ---- |
| 800  | 761  | 736  | 943  | 1037 | 885  | 1026 | 1019 | 990  |

На выборах 2011 года наибольшее количество голосов получила Христианско-демократическая народная партия Швейцарии (32,7 %), за Швейцарскую народную партию проголосовали 28,5 %, за Свободную демократическую партию Швейцарии — 21,6 %, за Социал-демократическую партию Швейцарии — 6,7 %.